# Pierre Le Baud
Pour les articles homonymes, voir Le Baud.
Pierre Le Baud ou Pierre Lebaud, né en 1458, peut-être à Saint-Ouën-des-Toits (Mayenne), mort le 29 septembre 1505 à Laval, est un ecclésiastique et historien français. Il est aumônier de l'Hôtel-Dieu Saint-Julien de Laval de 1481 jusqu'à sa mort. Il rédige une première synthèse d'histoire de la Bretagne à la demande de Jean, seigneur de Châteaugiron. Il devient aumônier de la duchesse Anne de Bretagne pour qui il a rédigé, à sa demande, une deuxième version de son histoire de la Bretagne.

## Biographie

### Famille
D'après Augustin du Paz, Pierre le Baud est rattaché à l'histoire généalogique des seigneurs de Châteaugiron. Sa mère, Jeanne de Châteaugiron, est en effet la fille naturelle de Patry, seigneur de Châteaugiron. Cette parenté le relie à la famille de Jean, seigneur de Derval et époux d'Hélène de Laval, fille de Guy XIV, ce qui lui confère un accès à des responsabilités ecclésiastiques à Laval.
Son père, Pierre le Baud est un chevalier et seigneur de Saint-Ouen au Maine. Il est mentionné dans le nobiliaire et armorial de Bretagne de Pol Potier de Courcy. Les armoiries de la famille Le Baud sont de sinople à trois fasces d’argent,.
Sa sœur, Perrine le Baud, est l'épouse de Jean d'Argentré. C'est également la grand-mère de l'historiographe breton de la Renaissance Bertrand d'Argentré, sénéchal de Rennes. Ce dernier entame une traduction en latin des travaux de Pierre le Baud auxquels il ajoute plusieurs passages.

### Carrière ecclésiastique
Pierre le Baud remplit plusieurs charges ecclésiastiques et auliques auprès de la cour de Bretagne. 
Il a occupé les fonctions de chantre et chanoine de l'église de la Trinité de Laval, chantre et cinquième doyen de la collégiale Saint-Tugal de Laval, puis chanoine de la collégiale Sainte-Madeleine de Vitré.
Apparenté à la famille de Laval, il devient trésorier de l'Hôtel-Dieu Saint-Julien de Laval dès 1481, bénéfice qu'il reçoit par sa famille maternelle. Son rôle consiste, entre autres, à vérifier les comptes, à distribuer des secours aux malades et aux passants, à veiller au bon entretien du temporel. Il garde ce bénéfice jusqu'à sa mort. 
Il a aussi été aumônier de Guy XV de Laval, et orateur et historiographe de Jeanne de Laval, veuve de René d'Anjou. Il est également auteur d'une histoire de la baronnie de Vitré.
Il participe en 1480 au transfert d'une partie des reliques de saint Vénérand à Laval.
Il est ensuite passé au service des ducs de Bretagne, comme prédicateur et aumônier de Marguerite de Foix, épouse du duc François II. À la mort de celui-ci, en 1488, il devient proche conseiller, aumônier et confesseur d'Anne de Bretagne. Il semble bien avoir été partisan du mariage d'Anne de Bretagne avec Charles VIII.
Le 19 août 1491, Pierre Le Baud, chanoine, est chargé de trouver un maître plus capable que Robert Corbusson, à la tête du Collège de Laval, qui attirait les critiques.
Le 1er mars 1495, il a été pourvu de la dignité de chantre du chapitre de Saint—Tugal de Laval, et paie en cette qualité 100 sols pour la chape, un gros d’or pour la sacristie, et 5 sols pour le pain du chapitre, sommes qui furent employées à l'acquisition d'un calice pour l'usage des chanoines. Il fait aveu comme aumônier de l'hôpital Saint-Julien de Laval le 15 août 1497 à la seigneurie de Chantelou, « pour les choses et héritauæ, tant en fief que en domaine, que l’Aumônerie tient de cette seigneurie ». Pierre Le Baud devient doyen du chapitre le 22 janvier 1501, en remplacement de Jean Bouchet. Il obtint par grâce que sa rigoureuse (stage) ne serait point interrompue pendant qu’il était en Bretagne auprès du comte de Laval, à cause des services qu’il y rendait au chapitre.
Chanoine et doyen du chapitre de la collégiale Saint-Tugal de Laval en 1504, il donne par son testament du 18 septembre 1505, deux clos de terre, maisons et jardins près la Chifollière, au fief du prieuré Saint-Martin de Laval. On lui faisait, le 13 août de chaque année, un obit à cinq chapes à la collégiale.

### Historien
Son travail d'historien l'amène à élaborer une chronologie des faits historiques de la Bretagne, en compilant plusieurs sources et chroniques, dont il va faire la synthèse. Pierre Le Baud joue un rôle important, voire central, concernant l'histoire de la Bretagne. Avant son travail de synthèse, il existait quelques récits historiques dont il s'est inspiré. En particulier, trois récits biographiques, rapportant des faits historiques liés au duché, à travers les faits et gestes d'un haut personnage, rédigés par trois historiens différents, lui ont apporté une base solide : Guillaume de Saint-André, Guillaume de La Penne, Guillaume Gruel. D'autres textes existaient telles que les chroniques écrites en latin (la Chronique de Nantes), et la Chronique de Bretagne de Jean de Saint-Paul rédigée en français, racontant l’histoire des rois de la Bretagne depuis Conan Mériadec et des ducs de la maison de Montfort entre 1341 et 1458,.
Dans la première version rédigée à la demande de Jean, seigneur de Derval, le récit démarre par le déluge de l’Ancien Testament. Puis, dans la deuxième version, rédigée à la demande de la duchesse Anne de Bretagne, il commence plus tardivement, avec l’établissement de la Petite Bretagne en supprimant certains passages précédents. En effet, les lettres patentes d’Anne de Bretagne datées du 4 octobre 1498, lui octroient un accès à toutes les salles d’archives du duché, ce qui lui permet de consulter des documents plus fiables pour rédiger son travail.
Les deux ouvrages sont des manuscrits, ce qui explique qu'ils soient tombés en désuétude, puisqu'ils sont parus à l'époque des débuts de l'imprimerie.
Son travail répondait à des commandes. Par exemple, dans la Généalogie des Roys, Ducz et Princes royaulx de Bretaigne, ouvrage réalisé à la demande de la duchesse Marguerite de Foix, il établit une généalogie qui montre au fil de l'Histoire, toutes les reines ou duchesses qui ont accédé au trône de Bretagne, cela dans le but de légitimer l'accession au trône d'Anne, fille de Marguerite de Foix.

### Mort
Pierre Le Baud décède le 19 décembre 1505 à Laval. La date de sa mort nous est connue par une note de Bertrand d'Argentré au début de sa traduction de la première Histoire de Bretagne.
Augustin du Paz raconte qu'Anne de Bretagne avait obtenu pour lui l'évêché de Rennes, mais qu'il est mort avant que ses lettres de provision arrivent de Rome. On peut remarquer que dans la liste des évêques de Rennes de l'historien Claude Robert, il y a une lacune entre la mort de Michel Guibé en 1501 et l'installation de son frère Robert Guibé en 1506.

## Deux ouvrages de synthèse sur l'histoire de la Bretagne

### LaCompillation des cronicques et ystoires des Bretons(1480)

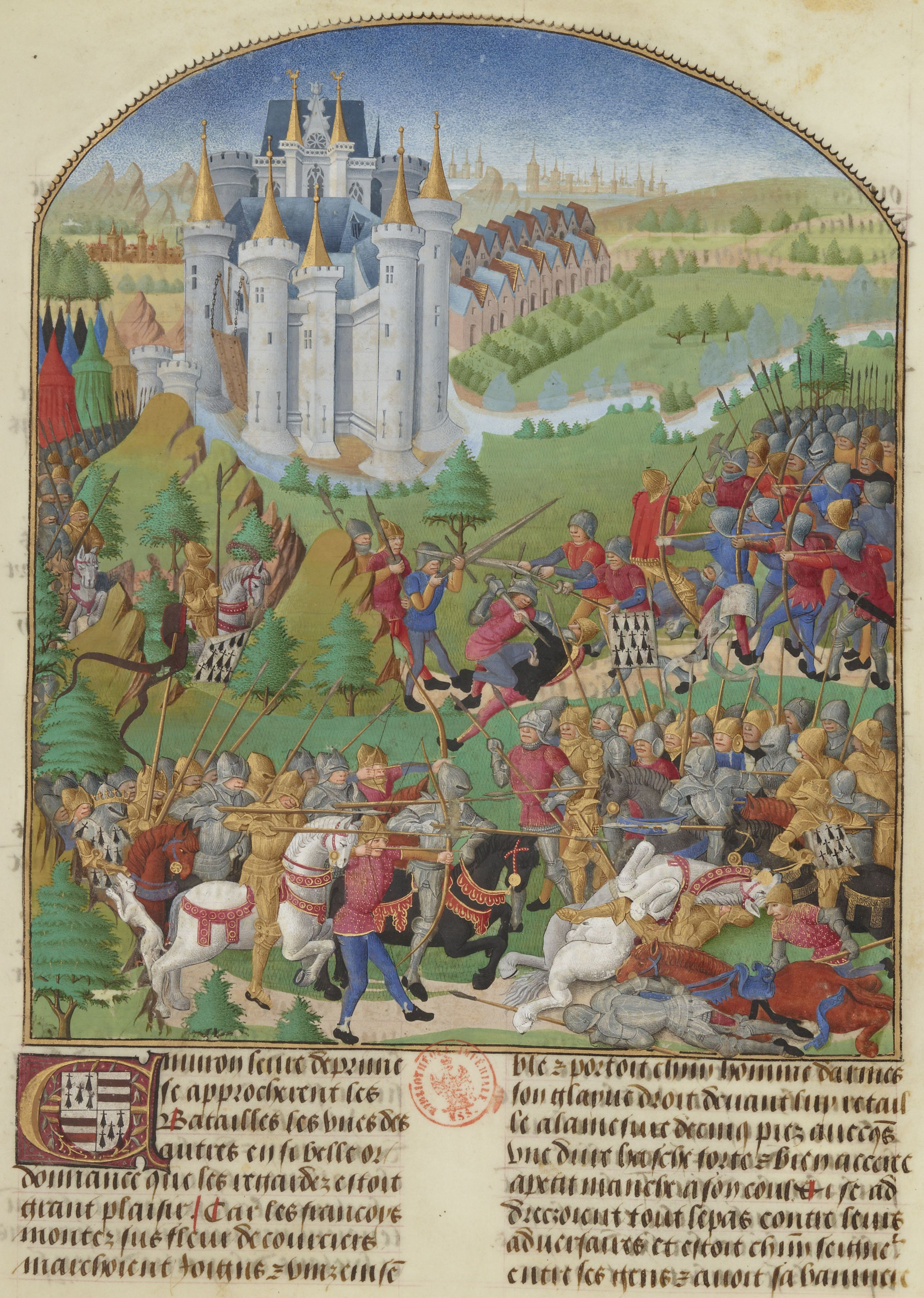
Bataille d'Auray (1364) enluminure du manuscrit de Pierre Le Baud, Compillation des cronicques et ystoires des Bretons, XVe siècle, Bibliothèque nationale de France.

#### Commande de Jean, seigneur de Châteaugiron
À la demande de Jean, seigneur de Châteaugiron, dont Pierre le Baud est parent par sa branche maternelle, il entreprend un premier travail d'écriture sur l'histoire de la Bretagne qu'il achève en 1480 sous le nom de Compillation des cronicques et ystoires de Bretons, aussi appelé, Cronicques et ystoires de Bretons. La Compillation est donc dédiée à Jean de Châteaugiron, seigneur de Derval, et à Hélène de Laval. Leurs portraits ainsi que leur château de Derval (parfois confondu avec celui de Châteaugiron) ont été peints sur des enluminures du manuscrit de Pierre le Baud,.

#### Contenu de l'ouvrage
Cette chronique est encadrée d'un prologue et d'un épilogue et est divisée en trois livres de longueurs variables. Le premier livre est consacré à l'origine mythique du peuple breton. Suivant le canon médiéval des chroniques universelles, il commence par Noé, puis se déploie jusqu'à la Guerre de Troie. Le deuxième relate l'installation des Bretons en Bretagne insulaire en mettant en avant le héros Brutus, ancêtre des Bretons jusqu'à l'empereur Maxime. Le troisième et dernier livre commence par le récit de la fondation de la monarchie bretonne, avec la conquête de l'Armorique par Conan Mériadec, et s'achève à la mort du duc Arthur III en 1458. À cette date, la Bretagne est depuis plus d'un siècle prospère et en paix. D'après l'étude menée par Karine Abélard, il semblerait que Le Baud ait intentionnellement voulu éviter d'évoquer le règne de François II sous lequel les tensions entre le duché de Bretagne et le royaume de France dirigé alors par Louis XI réapparaissent.

#### Versions
La première, en 1480, date du règne du duc François II. Il existe deux versions manuscrites de cet ouvrage.  
L'une est conservée à la Bibliothèque nationale de France sous la cote : Français 8266. L'ouvrage est composée de 395 feuillets.  
- Pierre Le Baud, Compillation des Cronicques et ystores des Bretons, partie en III livretz (Manuscrit - côte : Français 8266), 1480 (présentation en ligne, lire en ligne).

Elle a été éditée et publiée en 1907 avec des éclaircissements, des observations et des notes par le Vicomte Charles de la Lande de Calan.
- Pierre Le Baud (auteur du texte) et Charles de La Lande de Calan (éditeur scientifique), Cronicques et ystoires des Bretons (quatre volumes), Rennes, Société des Bibliphiles Bretons, 1907-1922 (1re éd. 1638) (BNF 34100820, lire en ligne).

La seconde version est conservée à la bibliothèque d'Angers. Ce manuscrit a appartenu à Boislève du Saulay, descendant du prévôt de Saint-Louis ; il faisait partie de la collection de l'abbaye Saint-Aubin d'Angers, quand furent constituées les bibliothèques départementales. Elle a fait l'objet d'une édition universitaire par Karine Abélard en 2018 aux Presses universitaires de Rennes. Le manuscrit d'Angers s'est révélé plus récent que celui conservé à la BnF et est surtout beaucoup moins précis dans sa rédaction. Cette différence a été confirmée grâce aux recherches menées par Karine Abélard lors de sa thèse. 
- Pierre Le Baud (auteur) et Karine Abélard (éditeur scientifique), Compillation des cronicques et ystoires des Bretons : transcription du manuscrit 941 de la Bibliothèque municipale d'Angers, Presses universitaires de Rennes, coll. « Sources médiévales d'histoire de Bretagne », 2018 (BNF 45576224).

Le maréchal d'Estrées possédait un autre manuscrit de la même histoire, inscrit au catalogue de sa bibliothèque sous ce titre : Compillacion des Cronicques et Ystoires des Bretons jusqu'en 1457, par P. Lebault.

#### Traduction du manuscrit en latin par Bertrand d'Argentré
Une traduction en latin de cette Compillation a été faite par son neveu, Bertrand d'Argentré, à l'âge de vingt-deux ans.
Une copie de la fin du XVIIe siècle ou des premières années du XVIIIe siècle du manuscrit de Bertrand d'Argentré se trouve à la Bibliothèque du Mans. Dans une courte notice à propos de ce manuscrit, Gaillard suppose que la traduction de d'Argentré n'est pas très fidèle ; il fait aussi remarquer que, dans cette traduction, les faits relatifs à l'Histoire de Bretagne sont racontés jusqu'à François Ier, c'est-à-dire, jusqu'au temps où vivait d'Argentré.

### Cronique des roys et princes de Bretaigne armoricane(1505)

#### Commande de la duchesse Anne
Pierre Le Baud a rédigé une seconde histoire de Bretagne à la demande de la duchesse Anne. Le 4 octobre 1496, elle lui fournit l'autorisation nécessaire pour qu'il ait communication de tous les titres déposés dans les chapitres, abbayes, communautés et archives du pays. 
Bénéficiant d'un accès privilégié à des sources plus précises, Pierre le Baud va étoffer son œuvre et progressivement mettre de côté l'aspect mythique des origines du peuple breton, enlevant l'entièreté des premier et second Livres du premier manuscrit.

#### Versions
La rédaction est achevée en 1505, sous le titre Cronique des roys et princes de Bretaigne armoricane. 
Un seul manuscrit de cet ouvrage a été conservé, il se trouve à la British Library à Londres sous la cote: Harley 4371.
Elle a été publiée en 1638 par Pierre d'Hozier sous le titre Histoire de Bretagne, avec les chroniques des maisons de Vitré et de Laval, peut-être à partir d'une quatrième copie.
- Pierre Le Baud (auteur du texte) et Pierre d'Hozier (éditeur scientifique), Histoire de Bretagne, avec les chroniques des maisons de Vitré et de Laval, Paris, G. Alliot, 1638 (BNF 36383861, lire en ligne).

Arthur de La Borderie signale les nombreuses différences qui existent entre cette Histoire de Bretagne, publiée par d'Hozier, et le manuscrit de la Bibliothèque nationale de France, et donne la préférence au texte inédit.

## Autres travaux

### Chronique de Vitré et de Laval
Ce fut d'abord la Chronique de Vitré et de Laval, composées par Lebaud lorsqu'il était encore au service de Guy XV de Laval, et dédiées à Jeanne de Laval. Cette Chronique se termine en l'année 1436. Cette chronique encadre l'histoire de Bretagne éditée par Pierre d'Hozier.

### Généalogie des Roys, Ducz et Princes royaulx de Bretaigne
La Généalogie des Roys, Ducz et Princes royaulx de Bretaigne, ouvrage réalisé à la demande de la duchesse Marguerite de Foix, seconde épouse de François II, en 1486. Dans cet ouvrage, Pierre Le Baud cherche à réfuter l'opinion selon laquelle la succession a été constituée uniquement « en ligne masculine », et que les femmes « n’y ont point eu de lieu ». Il fait ainsi une synthèse d'ouvrages antérieurs pour prouver par l'Histoire que la jeune Anne pouvait succéder à son père, témoignant de l'histoire de reines ou duchesses qui ont accédé au trône de Bretagne . L'ouvrage a été transcrit par Jean Kerhervé en 1992.
- Généalogie des très anciens roys, ducs et princes qui, au temps passé, ont régy et gouverné la Bretagne (Manuscrit - Cote : Français 6011), xve siècle (présentation en ligne, lire en ligne).
- Jean Kerhervé, Bretagne et pays celtiques. Mélanges offerts à Léon Fleuriot, Saint-Brieuc-Rennes, 1992 (BNF 36662747, présentation en ligne), « La généalogie des rois, ducs et princes de Bretagne, par Pierre Le Baud », p. 519-560.

### Bréviaire des Bretons
Il s'agit d'un poème d'environ 1 700 vers, abrégé poétique de l'histoire de la Bretagne, dédié à la duchesse Anne.
Un passage curieux du bréviaire concerne la légende du roi Leir et de ses filles. Le Baud semble avoir suivi la tradition populaire, tandis que la pièce de Shakespeare Le Roi Lear s'en éloigne[réf. nécessaire].

### LeDiscours de l'Origine et Antiquité de Laval
Outre les opuscules publiés par d'Hozier, la Croix du Maine attribue à Lebaud un Discours de l'Origine et Antiquité de Laval, qu'il distingue expressément de la Chronique de Vitré, ajoutant qu'il avait en sa possession des copies manuscrites de l'un et de l'autre.